# しなの鉄道北しなの線
北しなの線（きたしなのせん）は、長野県長野市の長野駅と新潟県妙高市の妙高高原駅を結ぶしなの鉄道の鉄道路線。
元は東日本旅客鉄道（JR東日本）信越本線の一部で、2015年（平成27年）3月14日の北陸新幹線長野駅 - 金沢駅間延伸開業の際に、並行在来線として経営分離された区間のうち長野県内の区間にあたる。なお、経営分離区間のうち新潟県内区間はえちごトキめき鉄道が継承した。

## 経営移管の経緯
北陸新幹線の長野駅 - 金沢駅間の延伸開業に際し、信越本線の長野駅 - 直江津駅間はJR東日本から経営分離されることが1998年に決定し、このうち長野県内の区間について経営移管後の対策を検討するため、長野県と長野市、飯山市、飯綱町、信濃町の沿線4市町による「長野以北並行在来線対策協議会」が2006年5月30日に設立された。
この長野以北の県内区間の運営主体については2007年1月4日、当時の長野県知事村井仁が定例会見の質疑で 「しなの鉄道という主体が、恐らくは（既に開業している軽井沢駅 - 篠ノ井駅間と併せ）一貫して背負わなきゃならないことに多分なるんだろうと思います」と見解を示していた。
その後、2012年3月23日の対策協議会において「しなの鉄道は既に並行在来線の運営に関するノウハウを蓄積しており、また既に開業している区間と一体的に運営することで初期投資や運行経費の削減が図れる」などとして、しなの鉄道が運営主体となることを前提に、並行在来線の運営方針や行政側からの支援策などを取りまとめた「長野以北並行在来線経営基本計画」が策定され、長野県側から同日付でしなの鉄道側へ経営引き受けに関する要請が行われた。これを受け、しなの鉄道は同年4月17日の臨時株主総会で、長野県内の区間（長野駅 - 妙高高原駅間）の経営を継承する旨を正式に決議して要請を受諾。翌4月18日からはしなの鉄道も対策協議会に加わり、経営計画などに関する検討が進められた。
2013年3月27日、しなの鉄道は同日開いた取締役会において、同区間の路線名を「北しなの線」とする旨を決定した。なお新潟県内の区間（妙高高原駅 - 直江津駅間）は、同時にJR西日本から経営分離される北陸本線の直江津駅 - 市振駅間と併せ、新潟県と沿線自治体が出資する第三セクターのえちごトキめき鉄道へ移管し、路線名は「妙高はねうまライン」となった。

## 路線データ
- 管轄・路線距離（営業キロ）：
  - しなの鉄道（第一種鉄道事業者）：
    - 長野駅 - 妙高高原駅間 37.3km[4]
キロポストは信越本線の頃のもの（高崎起点）がそのまま使用され、線内各踏切に書かれているキロ数表示も信越本線時代のまま高崎からの通算表示となっている。

  - 日本貨物鉄道（第二種鉄道事業者）：
    - 長野駅 - 妙高高原駅間 37.3km
- 軌間：1067mm
- 駅数：8駅（起終点駅含む）
  - 飯山線の運行調整や沿線各駅の一括管理を行うため豊野駅に駅長と社員を配置し、えちごトキめき鉄道が管理する妙高高原駅を除く各駅の運営は、原則として所在市町等に委託する。長野駅はJR東日本と共同使用する。
- 複線区間：
  - 長野駅 - 北長野駅間[注 1]
  - 黒姫駅 - 妙高高原駅間
- 電化区間：全線電化（直流1500V）
- 閉塞方式：自動閉塞式
- 最高速度：85km/h
- 保安装置：ATS-Ps
- 運転指令所：上田指令室（CTC）

## 歴史
- 1888年（明治21年）5月1日：官設鉄道として（関山駅 - ）田口駅（現・妙高高原駅） - 長野駅間が開業。田口駅・柏原駅・牟礼駅・豊野駅・長野駅が開業。
- 1909年（明治42年）10月12日：国有鉄道線路名称制定により高崎駅 - 新潟駅間が信越線と命名。
- 1913年（大正2年）10月1日：古間信号所が開業。
- 1914年（大正3年）6月1日：信越本線に改称。
- 1922年（大正11年）4月1日：古間信号所の呼称を信号場に変更。
- 1928年（昭和3年）12月23日：古間信号場が駅に変更。
- 1958年（昭和33年）1月8日：三才駅が開業。
- 1966年（昭和41年）8月24日：本区間を含む長野駅 - 直江津間が電化。
- 1968年（昭和43年）10月1日：柏原駅が黒姫駅に改称。
- 1969年（昭和44年）10月1日：田口駅が妙高高原駅に改称。
- 1973年（昭和48年）9月28日：長野駅 - 北長野駅間が複線化。
- 1980年（昭和55年）9月17日：黒姫駅 - 妙高高原駅間が複線化[5]。
- 1987年（昭和62年）4月1日：国鉄分割民営化にともない東日本旅客鉄道が第一種鉄道事業者、日本貨物鉄道が第一種・第二種鉄道事業者として承継。
- 1998年（平成10年）1月14日：信越本線 長野駅 - 直江津駅間について、北陸新幹線開業時にJR東日本から経営分離することに、吉村午良長野県知事（当時）が同意[6]。
- 2003年（平成15年）3月：黒姫駅 - 妙高高原駅（ - 越後石山駅）間CTC・PRC化。
- 2006年（平成18年）5月30日：長野県と県内の沿線4市町が「長野以北並行在来線対策協議会」を設立[6]。
- 2011年（平成23年）3月29日：長野以北並行在来線対策協議会が「長野以北並行在来線基本スキーム」を策定[6]。
- 2012年（平成24年）
  - 3月23日：長野以北並行在来線対策協議会が「長野以北並行在来線経営基本計画」を策定[6]。
  - 4月17日：しなの鉄道が臨時株主総会で信越本線のうち、長野駅 - 妙高高原駅間の経営引き受けを決定。その旨を長野以北並行在来線対策協議会に回答[6]。
  - 4月18日：長野以北並行在来線対策協議会にしなの鉄道が加盟。長野以北開業推進本部（本部長：しなの鉄道代表取締役社長）および長野以北開業準備室を設置[6]。
- 2013年（平成25年）
  - 3月27日：しなの鉄道が取締役会において、長野駅 - 妙高高原駅間の路線名を「北しなの線」とする旨を決定[6]。
  - 12月6日：しなの鉄道が国土交通省に北しなの線の鉄道事業許可を申請[6]。
- 2014年（平成26年）
  - 2月19日：しなの鉄道と長野県、長野・新潟両県の沿線5市町などが「しなの鉄道北しなの線運営協議会」を設立[6]。
  - 2月28日：長野駅 - 妙高高原駅間 37.3km の第一種鉄道事業許可を取得。開業予定日は、北陸新幹線長野駅 - 金沢駅間開業日[6][7]。
  - 10月27日：北しなの線 長野駅 - 妙高高原駅間の上限運賃認可を、国土交通省北陸信越運輸局に申請[6][8][9]。
- 2015年（平成27年）3月14日：北しなの線 長野駅 - 妙高高原駅間が開業[1][2]。
- 2023年（令和5年） 3月18日：ダイヤの全面見直しを実施。運行本数を大幅に減らすほか最高速度を85 kmに引き下げ・それに伴い線路等級も引き下げ[10][11]。
- 2026年（令和8年）春：長野駅 - 妙高高原駅間で交通系ICカードSuica導入予定[12]。

## 運行形態
定期列車は1時間あたり1 - 2本程度運行されている。運行本数は長野駅 - 妙高高原駅間の全線で16往復（後述のしなの鉄道線への直通列車を含む）、長野駅 - 豊野駅間の区間運転が下り2本・上り3本（2往復は平日のみ運転）、豊野駅 - 妙高高原駅間の区間運転が下り1本設定されており、いずれも各駅に停車する普通列車として運行されている。妙高高原駅発着列車の一部は長野駅で列車番号を変え、JR信越本線を経由してしなの鉄道線まで直通運転する。軽井沢駅発着が1往復、小諸駅発が下り1本、上田駅行きが上り2本（うち1本は土休日のみ長野駅 - 上田駅間運休）設定され、一部はしなの鉄道線・JR信越本線内で快速列車になる。このほか、小諸駅発豊野駅行きの列車が1本設定されている。また、長野駅 - 豊野駅間では北しなの線の列車に加え、JR飯山線直通の普通列車が15往復運行されている。飯山線直通列車については、しなの鉄道がJR東日本長野支社長野統括センター（旧・長野総合運輸区）に運行業務を委託している。
2020年3月14日から土休日にしなの鉄道線軽井沢駅発着の快速「軽井沢リゾート号」が運行を開始し、1往復が妙高高原駅まで乗り入れている。なお、2021年3月時点で飯山線直通列車を含めて北しなの線を快速運転している定期列車はこの列車のみである。
しなの鉄道の列車運行基本単位は2両または3両編成となっており、全線でワンマン運転（着駅精算方式）を実施している。運用方法はしなの鉄道線と同様で、運転士はドアの開閉や自動放送の操作等を行うのみで、運賃は着駅での精算となる。なお、一部列車は車掌が乗務する乗務員2名体制で運行されている。終日無人の古間駅を含めた全ての駅に自動券売機が設置されているため車内に運賃箱はなく、列車はホーム側の全てのドアが開く。このため無人駅では乗車券や運賃は駅備え付けの集札箱に入れることになる。なお、SuicaやPASMOなどの交通系ICカードでの精算は一切不可である（えちごトキめき鉄道管轄の妙高高原駅を含め2026年春ごろSuicaを導入予定）。
妙高高原駅はえちごトキめき鉄道妙高はねうまラインとの境界駅となっているが、ワンマン運転の運用方法や運用車両の相違などから、相互直通運転は実施されていない。北しなの線と妙高はねうまラインの相互間は、定期列車においては全て同駅で乗り換える必要があるが、一部の時間帯を除き同一ホームで概ね10分以内に乗り換えられるダイヤが編成されている。
なお、2015年4月4日から、長野駅 - 十日町駅間で臨時快速列車「おいこっと」が週末・休日を中心に1日1往復運行されているが、北しなの線では長野駅以外の全駅を通過する。
このほかJR貨物の貨物列車が篠ノ井線から直通しており、長野駅 - 北長野駅間で1日2往復運行されている。なお北長野駅 - 妙高高原駅間と妙高はねうまライン全線は、経営移管以前から定期貨物列車の運行がなくなっているが、総合車両製作所新津事業所や新潟トランシスで製造された自社およびJR東日本長野支社向けの新型車両の甲種輸送や、非常時における貨物輸送の迂回経路として維持されており、しなの鉄道は国から貨物経路確保措置に関する補助金を受給している。

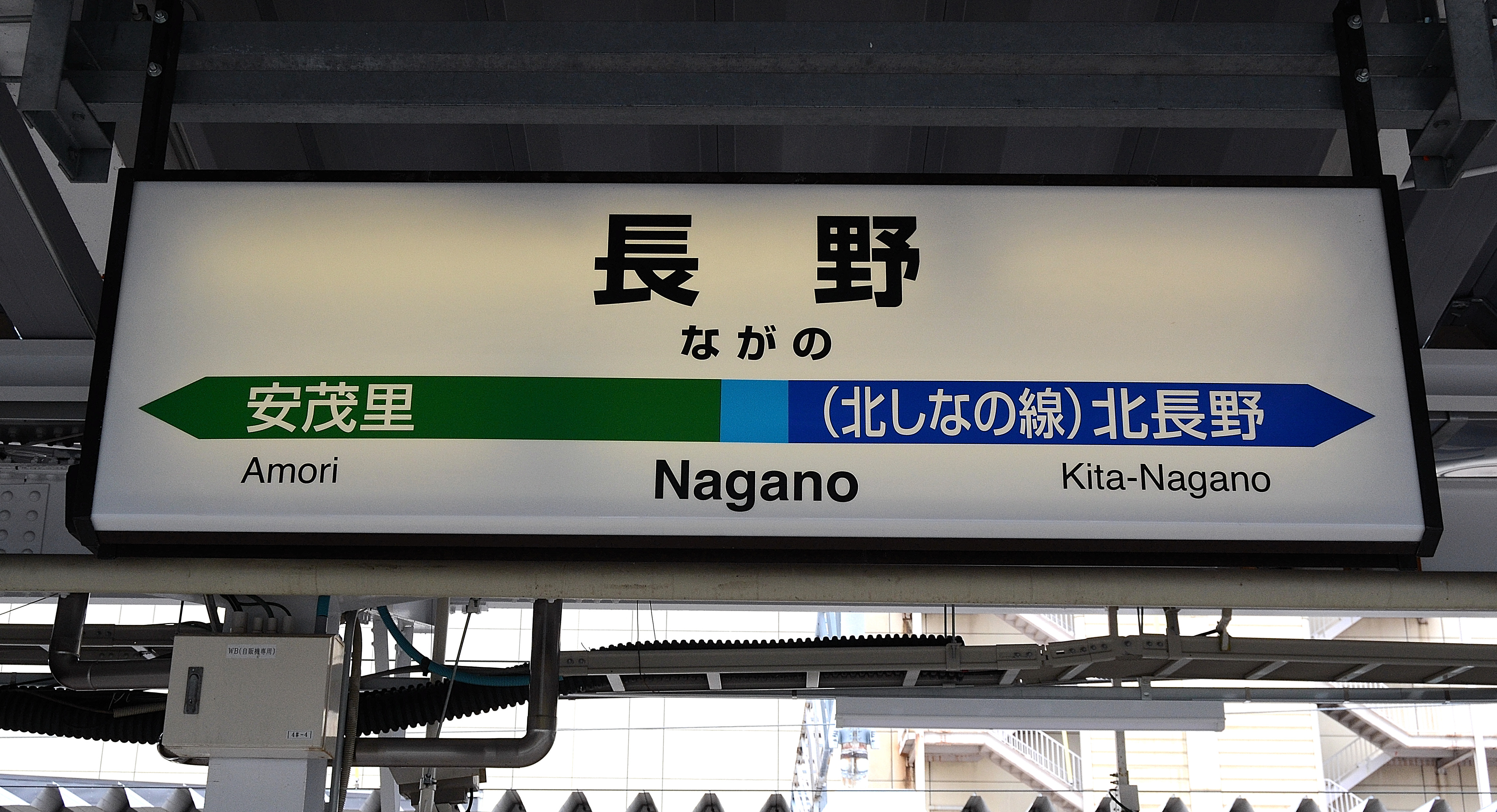
長野駅の駅名標。転換後は北しなの線の表記がされた（現在はLED型に交換）
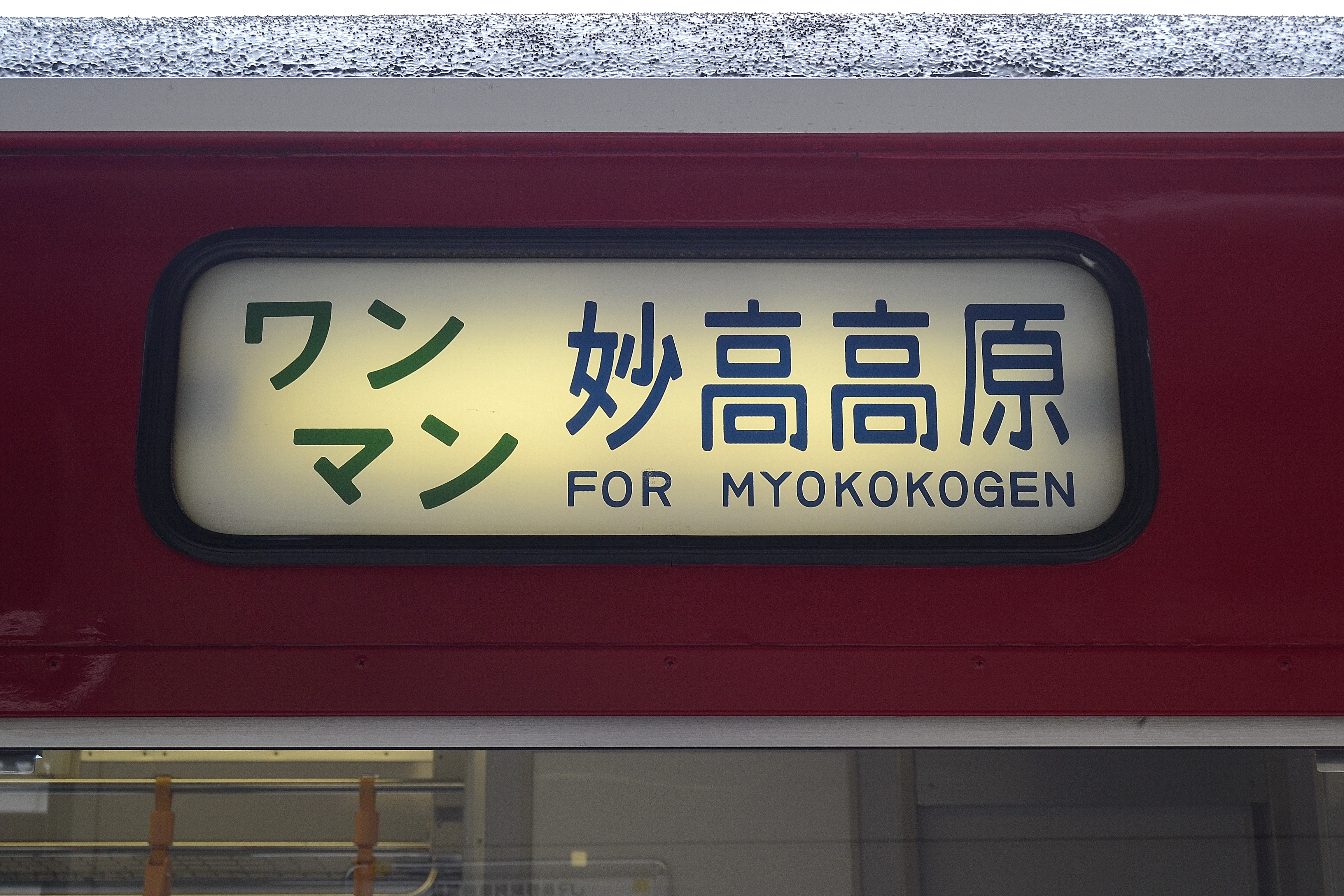
北しなの線の列車の側面にある行先方向幕。行先の他にワンマンと併記されている

## 使用車両
- 電車
  - 115系（しなの鉄道所属）
  - SR1系（同上）
- 気動車
  - キハ110系（JR東日本長野総合車両センター所属）：飯山線直通列車として長野駅 - 豊野駅間で運行。

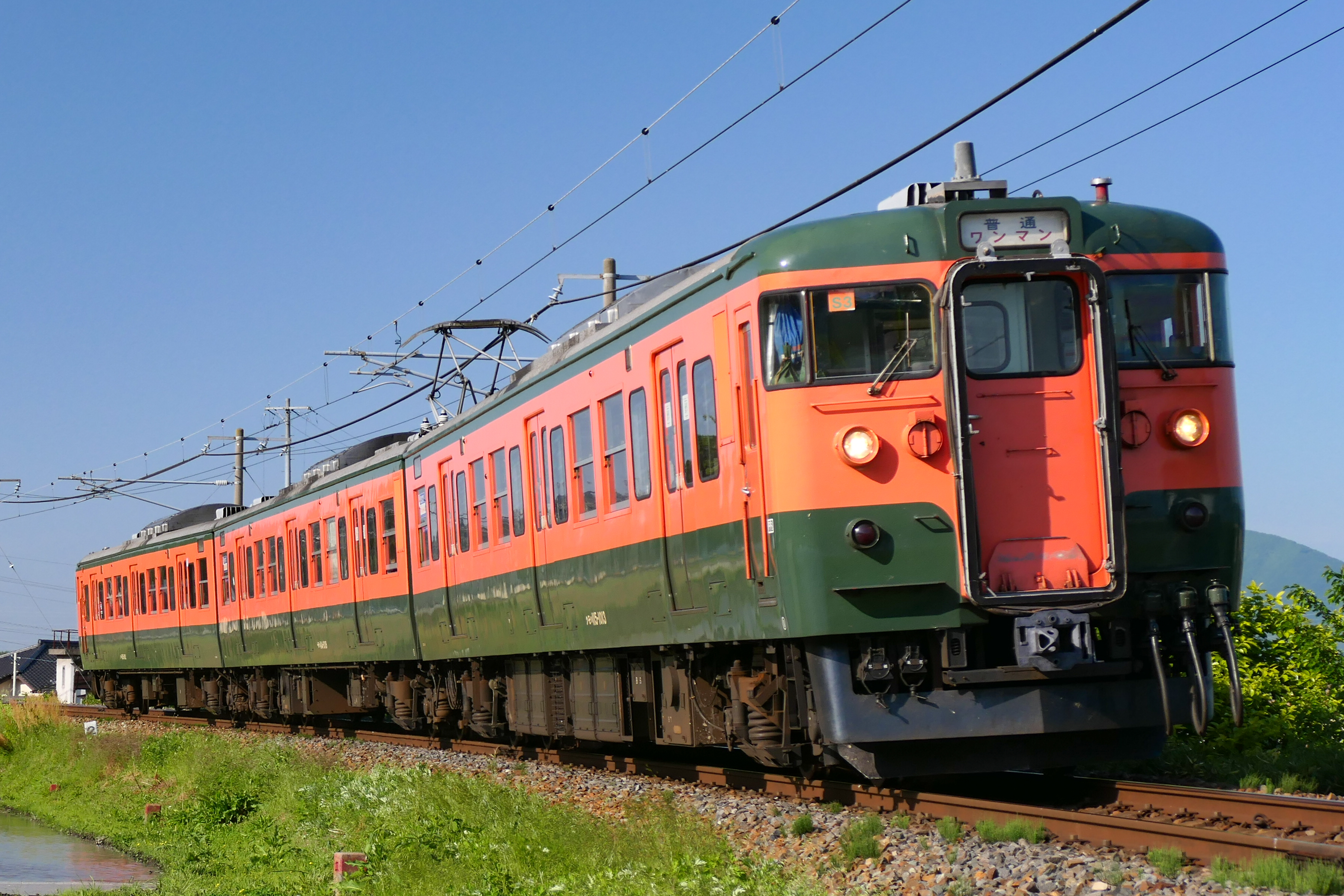
115系 （牟礼駅 - 豊野駅間 2022年7月）
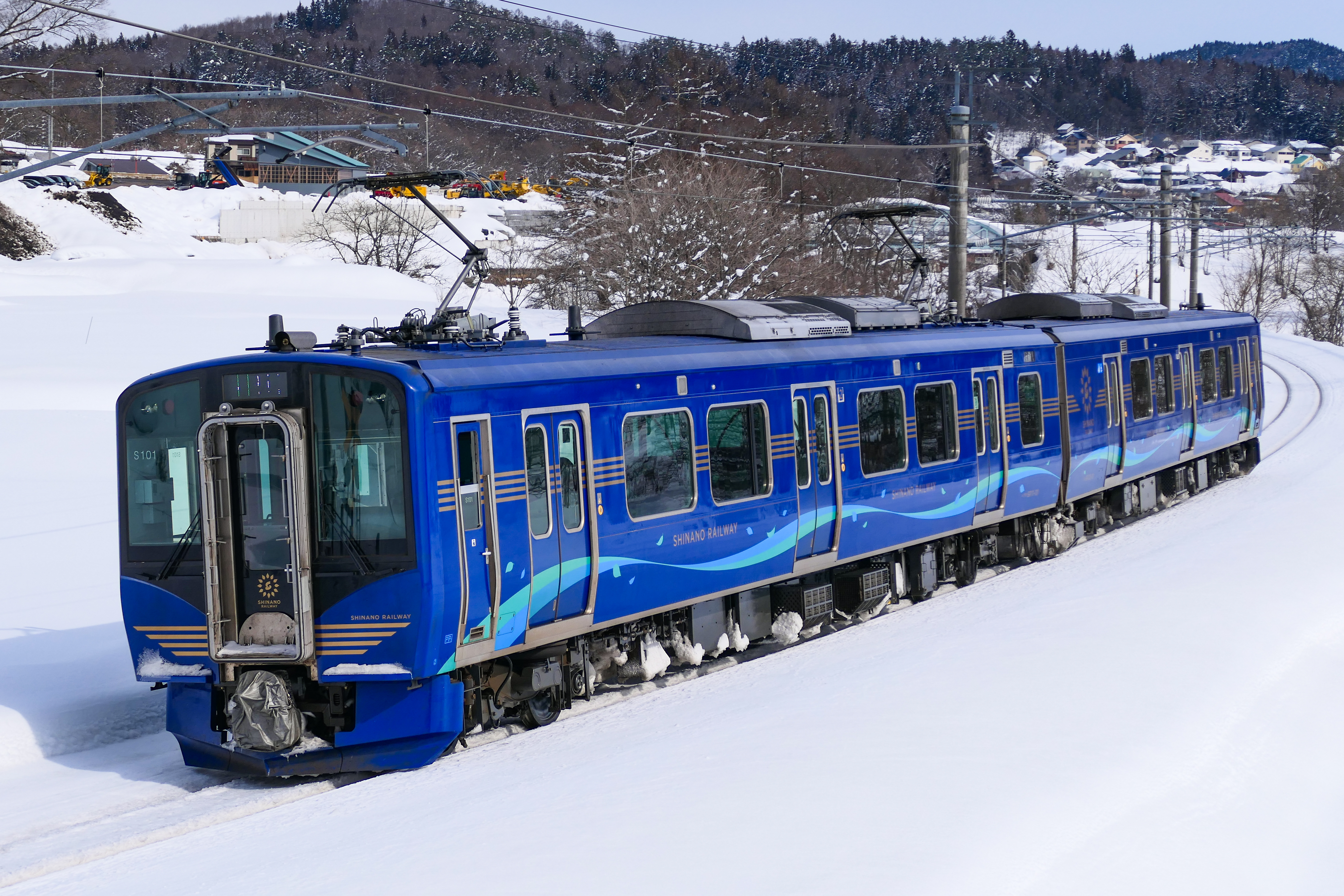
SR1系100番台 （古間駅 - 黒姫駅間 2022年2月）
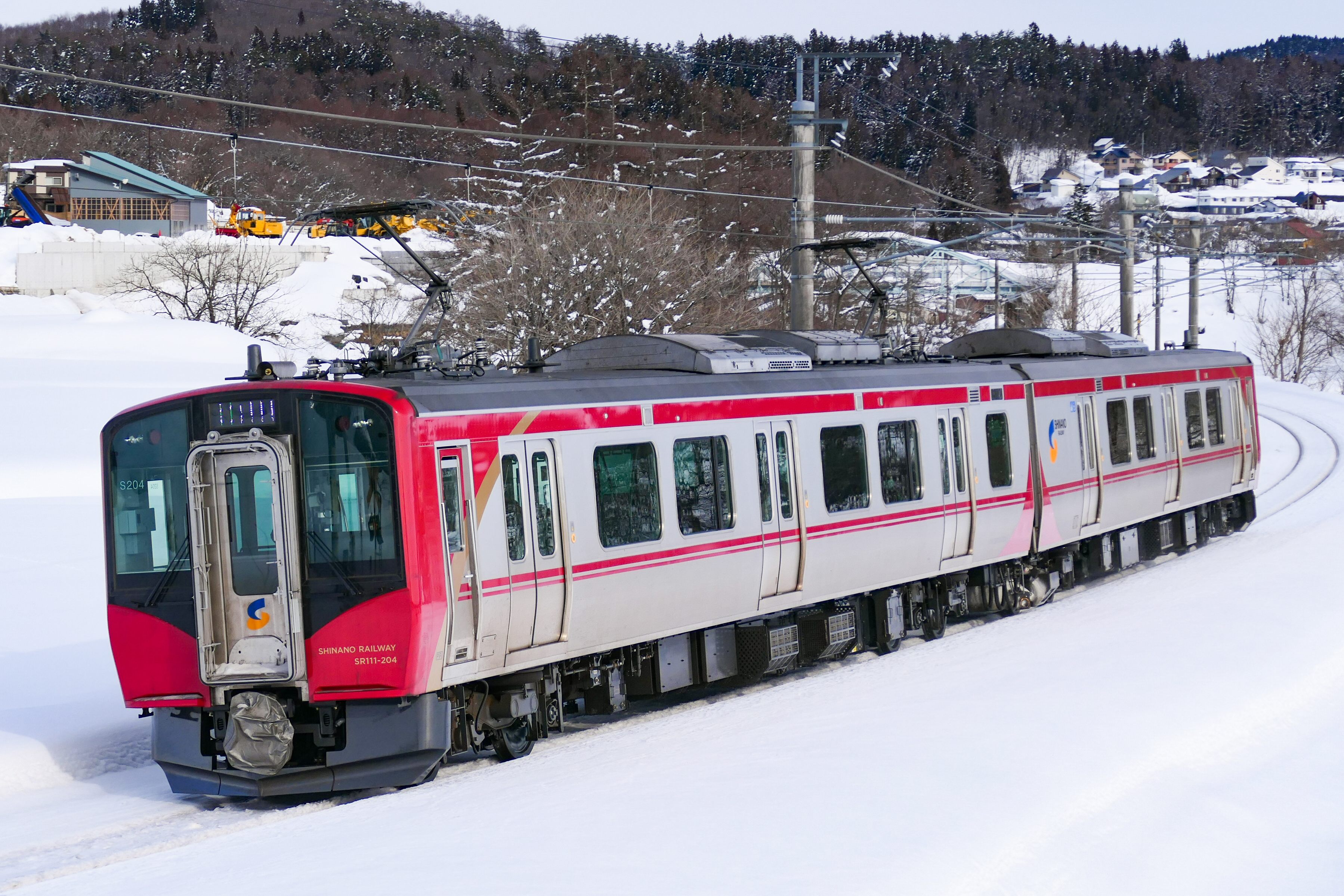
SR1系200番台 （古間駅 - 黒姫駅間 2022年2月）
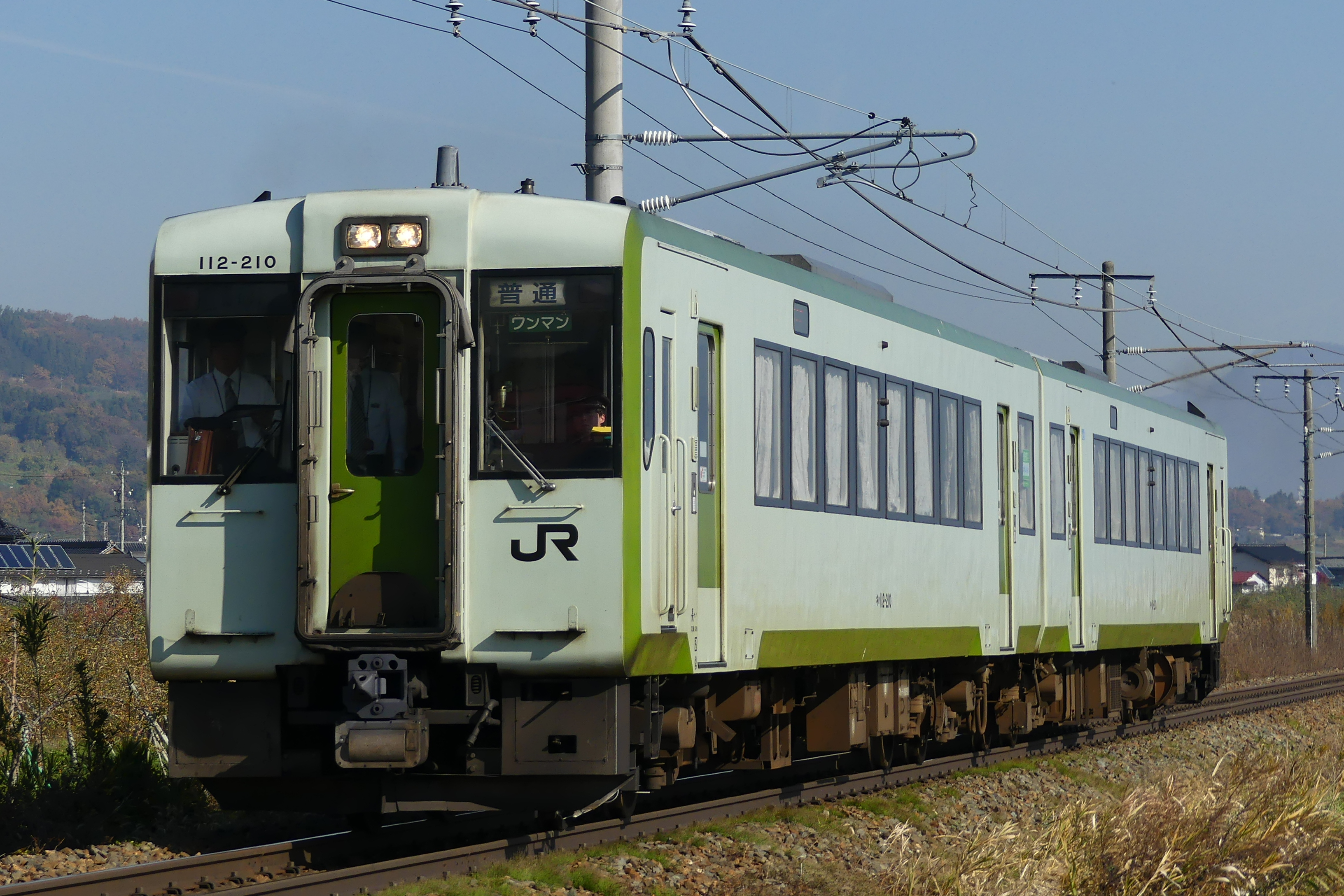
飯山線直通列車に使用されるJR東日本キハ110系 （三才駅 - 豊野駅間 2018年11月）

## 駅一覧
- 高崎からの営業キロは、軽井沢駅 - 篠ノ井駅間がしなの鉄道移管前のJR東日本時代の1997年3月時点の値。
- 駅名欄に◆・◇を付した駅は貨物取扱駅を表す（◇は定期貨物列車の発着なし）。
- 停車駅
  - 普通…すべての駅に停車（しなの鉄道線直通の快速列車も、北しなの線内では普通列車として運転）。
  - 快速「軽井沢リゾート号」…●印の駅は全列車停車、｜印の駅は全列車通過
- 線路 … ||：複線区間、∨：これより下は単線、∧：これより下は複線、◇・｜：単線区間（◇は列車交換可能な駅）

| 駅名       | 営業キロ | 営業キロ | 営業キロ | 軽井沢リゾート号 | 接続路線                                                               | 線路 | 所在地        | 所在地        | 所在地        |
| 駅名       | 駅間     | 累計     | 累計     | 軽井沢リゾート号 | 接続路線                                                               | 線路 | 所在地        | 所在地        | 所在地        |
| 駅名       | 駅間     | 長野から | 高崎から | 軽井沢リゾート号 | 接続路線                                                               | 線路 | 所在地        | 所在地        | 所在地        |
| ---------- | -------- | -------- | -------- | ---------------- | ---------------------------------------------------------------------- | ---- | ------------- | ------------- | ------------- |
| 長野駅◇    | -        | 0.0      | 115.8    | ●                | 東日本旅客鉄道： 北陸新幹線・ 信越本線（SE13） 長野電鉄：■長野線（N1） | \|\| | 長野県        | 長野市        | 長野市        |
| 北長野駅◆  | 3.9      | 3.9      | 119.7    | ｜               |                                                                        | ∨    | 長野県        | 長野市        | 長野市        |
| 三才駅     | 2.9      | 6.8      | 122.6    | ｜               |                                                                        | ◇    | 長野県        | 長野市        | 長野市        |
| 豊野駅     | 4.0      | 10.8     | 126.6    | ●                | 東日本旅客鉄道：■飯山線                                                | ◇    | 長野県        | 長野市        | 長野市        |
| 牟礼駅     | 7.8      | 18.6     | 134.4    | ●                |                                                                        | ◇    | 長野県        | 上水内郡      | 飯綱町        |
| 古間駅     | 6.5      | 25.1     | 140.9    | ｜               |                                                                        | ｜   | 長野県        | 上水内郡      | 信濃町        |
| 黒姫駅     | 3.8      | 28.9     | 144.7    | ●                |                                                                        | ∧    | 長野県        | 上水内郡      | 信濃町        |
| 妙高高原駅 | 8.4      | 37.3     | 153.1    | ●                | えちごトキめき鉄道：■妙高はねうまライン                                | ∨    | 新潟県 妙高市 | 新潟県 妙高市 | 新潟県 妙高市 |

- 長野駅・豊野駅・妙高高原駅は終日有人駅、古間駅は終日無人駅、その他の4駅は時間帯を限って駅員が配置されている。

1. ↑  篠ノ井駅からは  篠ノ井線または■しなの鉄道線と直通運転。
2. ↑  飯山線の路線の起点は豊野駅だが、運転系統上は全列車長野駅まで乗り入れる。

### 新駅構想
長野駅 - 北長野駅間と北長野駅 - 三才駅間にて新駅の構想があるが実現していない。

## 利用状況

### 輸送実績
北しなの線の輸送実績を下表に記す。
表中、最高値を赤色で、最高値を記録した年度以降の最低値を青色で、最高値を記録した年度以前の最低値を緑色で表記している。
| 年度別輸送実績     | 年度別輸送実績             | 年度別輸送実績             | 年度別輸送実績             | 年度別輸送実績             | 年度別輸送実績 | 年度別輸送実績                               |
| 年 度              | 輸送実績（乗車人員）：万人 | 輸送実績（乗車人員）：万人 | 輸送実績（乗車人員）：万人 | 輸送実績（乗車人員）：万人 | 輸送密度 人/日 | 特記事項                                     |
| ------------------ | -------------------------- | -------------------------- | -------------------------- | -------------------------- | -------------- | -------------------------------------------- |
| 年 度              | 通勤定期                   | 通学定期                   | 定期外                     | 合計                       | 輸送密度 人/日 | 特記事項                                     |
| 2014年（平成26年） | 12.4                       | 6.1                        | 8.7                        | 27.2                       |                | 東日本旅客鉄道から移管・開業（18日間の数字） |
| 2015年（平成27年） | 159.4                      | 173.6                      | 119.7                      | 452.7                      | 3,555          |                                              |
| 2016年（平成28年） | 149.8                      | 169.3                      | 115.0                      | 434.1                      | 3,365          |                                              |
| 2017年（平成29年） | 154.7                      | 172.1                      | 113.9                      | 440.7                      | 3,428          |                                              |
| 2018年（平成30年） | 150.2                      | 174.0                      | 115.5                      | 439.7                      | 3,394          |                                              |
| 2019年（令和元年） | 144.4                      | 168.5                      | 106.8                      | 419.7                      |                |                                              |
| 2020年（令和2年）  | 128.7                      | 119.3                      | 58.4                       | 306.4                      |                |                                              |
| 2021年（令和3年）  | 128.2                      | 144.3                      | 67.6                       | 340.1                      |                |                                              |
| 2022年（令和4年）  | 127.5                      | 141.4                      | 84.5                       | 353.4                      |                |                                              |

管内鉄軌道事業者輸送実績（国土交通省北陸信越運輸局）より抜粋